# Comsat Angels
The Comsat Angels var ett post-punkband från Sheffield i England, aktiva 1978–1995.
Bandet tidiga sound har kallats "abstrakta popsånger med sparsam instrumentering". Bandets första singel, "Red Planet", kom ut på ett mindre bolag 1979, och attraherade Polydor som skrev kontrakt för tre studioalbum. Dessa kom ut 1980–1982, mest känd är låten "Independence day" från debut-LP:n "Waiting For A Miracle". Inget av albumen sålde speciellt bra, Polydor förnyade ej heller kontraktet. Efter Polydor hamnade Comsat Angels på mindre bolag, samtidigt skapade man ett poppigare och därmed bredare sound.
Under sina första år spelade bandet live tillsammans med band som Siouxsie & the Banshees, Yellow Magic Orchestra, Depeche Mode, U2 (en  18-dagarsturné 1981), Captain Beefheart, The Sound, Wall of Voodoo och Gang of Four. De turnerade två gånger i USA, men blev mest kända i Nederländerna.

## Historia
Namnet tog gruppen efter J. G. Ballards novell med samma namn. I USA blev man senare tvungen att kalla sig C.S. Angels eftersom företaget Communications Satellite Corporation hotade med åtal för namnstöld. På sitt sjunde studioalbum bytte gruppen namn till Dream Command, främst på grund av påtryckningar från Communications Satellite Corporation och skivbolaget, för att sedan ta tillbaks sitt ursprungsnamn.

## Medlemmar
- Stephen Fellows – sång, gitarr (1978–1995)
- Kevin Bacon – basgitarr (1978–1992)
- Mik Glaisher – trummor (1978–1995)
- Andy Peake – keyboard, sång (1978–1995)
- Simon Anderson – gitarr (1993–1995)
- Terry Todd – basgitarr (1993–1995)

## Diskografi (urval)
Studioalbum
- Waiting for a Miracle (1980, Polydor) (återutgiven 1995 på RPM och 2006 på Renascent)
- Sleep No More (1981, Polydor) UK #51 (återutgiven 1995 på RPM och 2006 på Renascent)
- Fiction (1982, Polydor) UK #94 (återutgiven 1995 på RPM och 2006 på Renascent)
- Land (1983, Jive) (återutgiven på Connoisseur, 2001) UK #92
- 7 Day Weekend (1985, Jive) (återutgiven på Connoisseur, 2001)
- Chasing Shadows (1986, Island)
- Fire on the Moon (som Dream Command) (1990, Island) (kom bara ut i USA och Holland)
- My Mind's Eye (1992, RPM/Caroline USA) (USA versionen har två bonusspår: "There Is No Enemy" och "Magonia") (återutgiven på Thunderbird, 2001 och på Renascent, 2007)
- The Glamour (CD/ dbl. LP) (1995, RPM) (återutgiven 2007 på Renascent som en dubbel-CD)